# Canton de Saint Félix (Haute-Garonne)
Pour les articles homonymes, voir Canton de Saint Félix.
Le canton de Saint Félix puis canton de Saint-Félix, est un ancien canton français du département de la Haute-Garonne correspondant à l'actuel canton de Revel. Il faisait partie du district de Revel. Le canton avait pour chef-lieu Saint Félix (aujourd'hui Saint-Félix-Lauragais).

## Histoire
Le canton de Saint Félix est créé en 1790 sous la Révolution en même temps que les départements. Il dépend du district de Revel. En 1800, les arrondissements sont créés en remplacement des districts et le canton de Saint Félix est rattaché à l'arrondissement de Villefranche. La même année, le canton de Revel est supprimé et ses communes viennent grossir le canton de Saint-Félix. En 1802, le chef-lieu de canton est transféré de Saint-Félix à Revel. Le canton prend à nouveau le nom de « canton de Revel ».

## Composition
- Belesta[3],
- Le Falga[4],
- Juzes[5],
- Maurens[6],
- Mourvilles Hautes[7],
- Saint Felix [2],
- Le Veaux[8].

En 1801, les communes du canton de Revel viennent s'ajouter au canton de Saint-Félix :
- Montégut[9],
- Nogaret[10],
- Revel[1],
- Roumens[11],
- Saint-Jullia[12],
- Vaudreuil[13],